# Dolichopeza simplex
Dolichopeza simplex är en tvåvingeart som beskrevs av Alexander 1967. Dolichopeza simplex ingår i släktet Dolichopeza och familjen storharkrankar. Inga underarter finns listade i Catalogue of Life.